# Wallis và Futuna
Wallis và Futuna, tên chính thức Lãnh thổ quần đảo Wallis và Futuna (tiếng Pháp: Wallis-et-Futuna [walis.e.fytyna] hay Territoire des îles Wallis-et-Futuna, tiếng Wallis và tiếng Futuna: Uvea mo Futuna), là một lãnh thổ hải đảo thuộc Pháp tại Thái Bình Dương, giáp Tuvalu về phía tây bắc, Fiji về phía tây nam, Tonga về phía đông nam, Samoa về phía đông, và Tokelau về phía đông nam. Dù đều là lãnh thổ châu Đại Dương thuộc Pháp, Wallis và Futuna được quản lý riêng biệt với Polynésie thuộc Pháp.
Diện tích đất là 142,42 km2 (54,99 dặm vuông Anh) với dân số trên 12.000. Mata-Utu là thủ phủ và thành phố lớn nhất. Lãnh thổ gồm ba núi lửa nhiệt đới lớn cùng một số đảo nhỏ, được chia thành hai nhóm đảo nằm cách nhau 260 km (160 mi), là quần đảo Wallis (Uvea), và quần đảo Hoorn (tức quần đảo Futuna, gồm đảo Futuna và đảo Alofi).
Từ năm 2003, Wallis và Futuna là một cộng đồng hải ngoại (collectivité d'outre-mer, viết tắt COM) của Pháp. Từ năm 1961 tới 2003, nó là lãnh thổ hải ngoại (territoire d'outre-mer, viết tắt TOM).